# Đá Lồi
Đá Lồi (tiếng Anh: Discovery Reef; tiếng Trung: 华光礁; bính âm: Huáguāng jiāo, Hán-Việt: Hoa Quang tiêu) là một rạn san hô vòng thuộc nhóm đảo Lưỡi Liềm, quần đảo Hoàng Sa. Đá này nằm cách đảo Quang Hoà thuộc khu trung tâm nhóm Lưỡi Liềm khoảng 14 hải lý (26 km) về phía nam. Đây được xem là rạn san hô lớn nhất quần đảo Hoàng Sa.
Đá Lồi là đối tượng tranh chấp giữa Việt Nam, Đài Loan và Trung Quốc. Hiện nay, Trung Quốc đang kiểm soát đá này.

## Đặc điểm

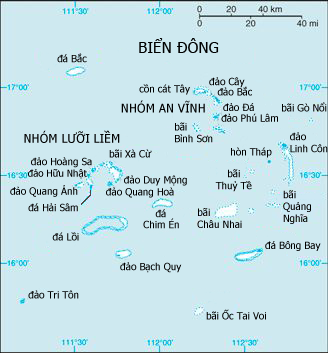
Quần đảo Hoàng Sa

Rạn san hô đá Lồi thon dài, khá dốc và có nhiều vùng nước xoáy xung quanh. Chiều dài tính từ đông sang tây khoảng 15,5 hải lý (28,7 km), tính từ bắc xuống nam khoảng 3,8 hải lý (7 km). Hầu hết đá Lồi chìm dưới 3,7 m nước biển và chỉ có vài hòn đá nổi lên. Tàu thuyền có thể theo các lạch nước ở mặt bắc và nam để vào vụng biển ở giữa. Giáo sư Sơn Hồng Đức miêu tả "đầm nước lặng" (vụng biển) của đá Lồi như sau:
(...) nước màu xanh lá cây nhạt, khác hẳn với màu xanh cobalt bên ngoài. Tất cả những thủy tộc đã chọn nơi đây làm nơi sinh sống.(...) Cá ở đây, phần lớn sống lâu năm nên to lớn dị thường. Có những con cá đuối bằng hai chiếc chiếu, lấp lơ dưới nước. Có những ốc tai tượng to bằng cái bàn nặng cả 700 ký, nằm dưới đáy san hô, hai mảnh vỏ màu vàng san hô bám víu.— Sơn Hồng Đức, Thử khảo sát về quần đảo Hoàng Sa

Ở phía nam của đá Lồi, người ta đã tìm thấy một xác tàu đổ bộ tầm trung bị đắm của Pháp.
Ngày 24 tháng 6 năm 2012, tỉnh Hải Nam (Trung Quốc) quyết định thành lập bốn khu bảo tồn "di sản văn vật dưới nước" tại quần đảo Hoàng Sa, trong đó có đá Lồi.